# Bilbil białobrewy
Bilbil białobrewy (Pycnonotus luteolus) − gatunek małego, śpiewającego ptaka z rodziny bilbili (Pycnonotidae). 
Występuje na Sri Lance i w Indiach.
PodgatunkiWyróżniono dwa podgatunki P. luteolus:
- P. luteolus luteolus – środkowe i południowe Indie.
- P. luteolus insulae – Sri Lanka.

CharakterystykaNie występuje dymorfizm płciowy. Ptak ten ma stosunkowo długi ogon. Wierzchnia strona upierzenia ma barwę oliwkowo-szarą, spodnia białawą. Odróżnia się go dzięki białym liniom ponad i pod okiem oraz dwoma ciemnymi kreskami przechodzącymi prawie równolegle przez oko i na przedłużeniu dzioba.
Wymiary
- długość ciała: ok. 20 cm

BiotopProwadzi osiadły tryb życia w suchych zaroślach i na brzegach lasów Sri Lanki i wybrzeży Indii.
ZachowanieBuduje gniazda na gałęziach drzew, do których znosi dwa jajka. Jego obecność rozpoznaje się dzięki „wybuchowemu” śpiewowi, który dochodzi od strony czubków drzew. Jest trudny do zaobserwowania, gdyż ukrywa się w zaroślach. Odżywia się owocami, insektami i nektarem.
StatusMiędzynarodowa Unia Ochrony Przyrody (IUCN) uznaje bilbila białobrewego za gatunek najmniejszej troski (LC, least concern) nieprzerwanie od 1988 (stan w 2020). Liczebność populacji nie jest znana, aczkolwiek ptak występuje pospolicie. Trend liczebności populacji uznaje się za stabilny.